# Cité municipale de Jérusalem
 (décembre 2018).
Si vous disposez d'ouvrages ou d'articles de référence ou si vous connaissez des sites web de qualité traitant du thème abordé ici, merci de compléter l'article en donnant les références utiles à sa vérifiabilité et en les liant à la section « Notes et références ».

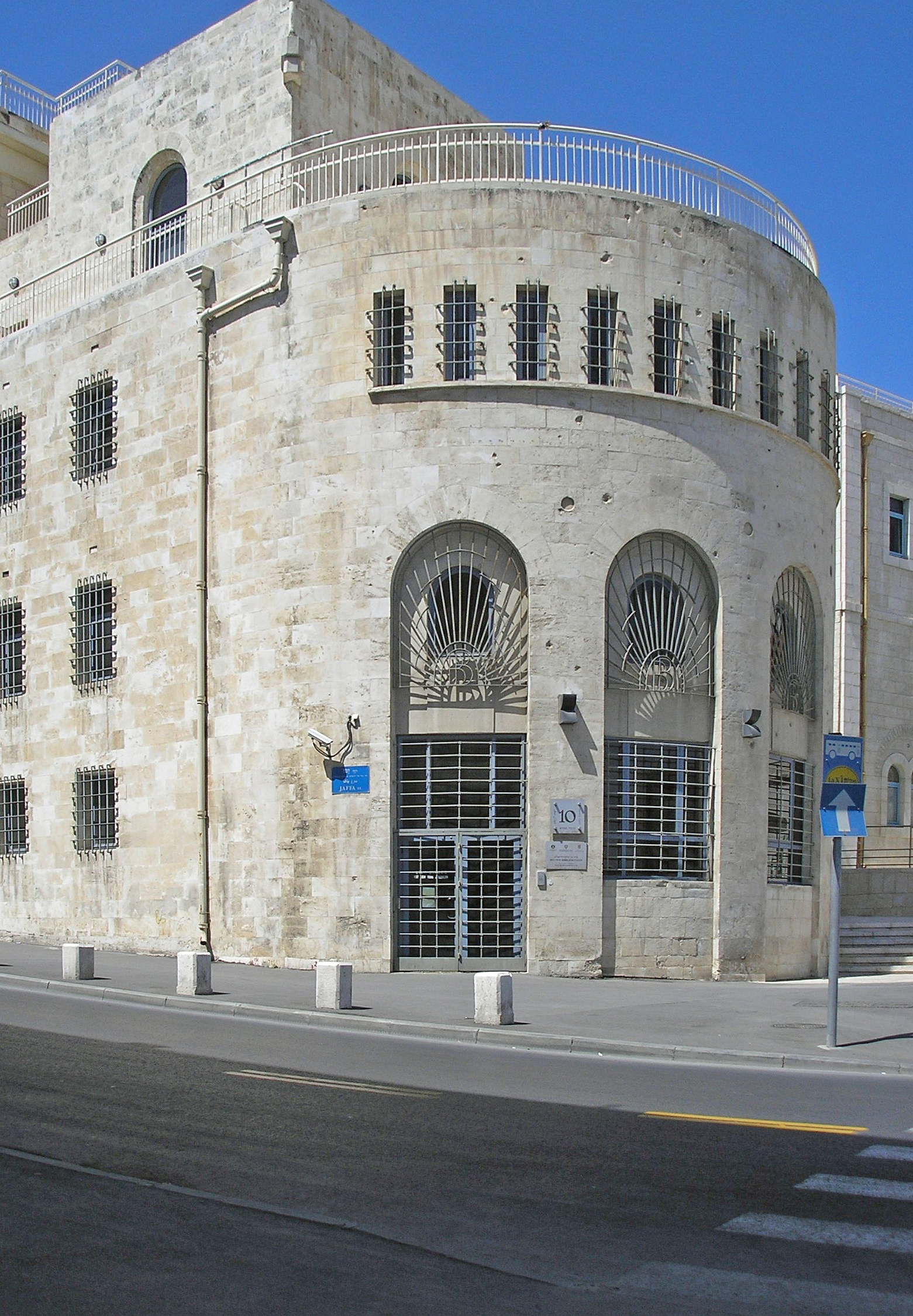
Bâtiment historique du conseil municipal de Jérusalem, au sud de la cité municipale.

La cité municipale de Jérusalem est un ensemble de bâtiments abritant la mairie de Jérusalem. Elle a été créée dans les années 1990 autour de la place Safra (en) et du jardin Daniel. Elle permet de rassembler l’ensemble des activités de la mairie de Jérusalem qui étaient auparavant dispersées dans 32 bâtiments différents à travers Jérusalem.
Le site de la cité municipale a été choisi dans le milieu des années 1980 car il se trouvait au centre de la ville, entre l’est et l’ouest, à proximité de la Vieille ville et sur la rue historique principale de la ville, la rue Jaffa.
Comme ce site se trouve au centre de la ville, différentes considérations ont été prises en compte afin de ne pas porter atteinte au caractère architectural et historique du quartier tout en permettant une utilisation fonctionnelle des bâtiments répondant aux besoins de la mairie. Ces considérations ont conduit à la conservation de différents bâtiments historiques, qui ont été rénovés, et à la construction de deux bâtiments modernes autour de trois places, dont la principale est la place Safra.

## Histoire des bâtiments de la mairie de Jérusalem

### Époque ottomane
Jusqu’au milieu du XIXe siècle, Jérusalem n’avait pas d’administration municipale. Seul un conseil local, appelé madjali el idara siégeait dans la ville ; il s’agit du second niveau de l’administration locale ottomane derrière le conseil de district, le madjali umumi. Les travaux de construction dans Jérusalem étaient gérés par le conseil de district, et même souvent directement par le pouvoir central ottoman. Un conseil municipal est créé au milieu du XIXe siècle sous l’influence du mode d’administration locale de la France. La mairie de Jérusalem est l’une des premières mairies mises en place dans l’empire ottoman. Elle est établie en 1867 et le conseil municipal se réunit dans le Palais du Sérail (he) (construit en 1388), qui se trouve dans la Vieille Ville, près de l’un des accès au mont du Temple.

### Hors des murailles de la Vieille Ville

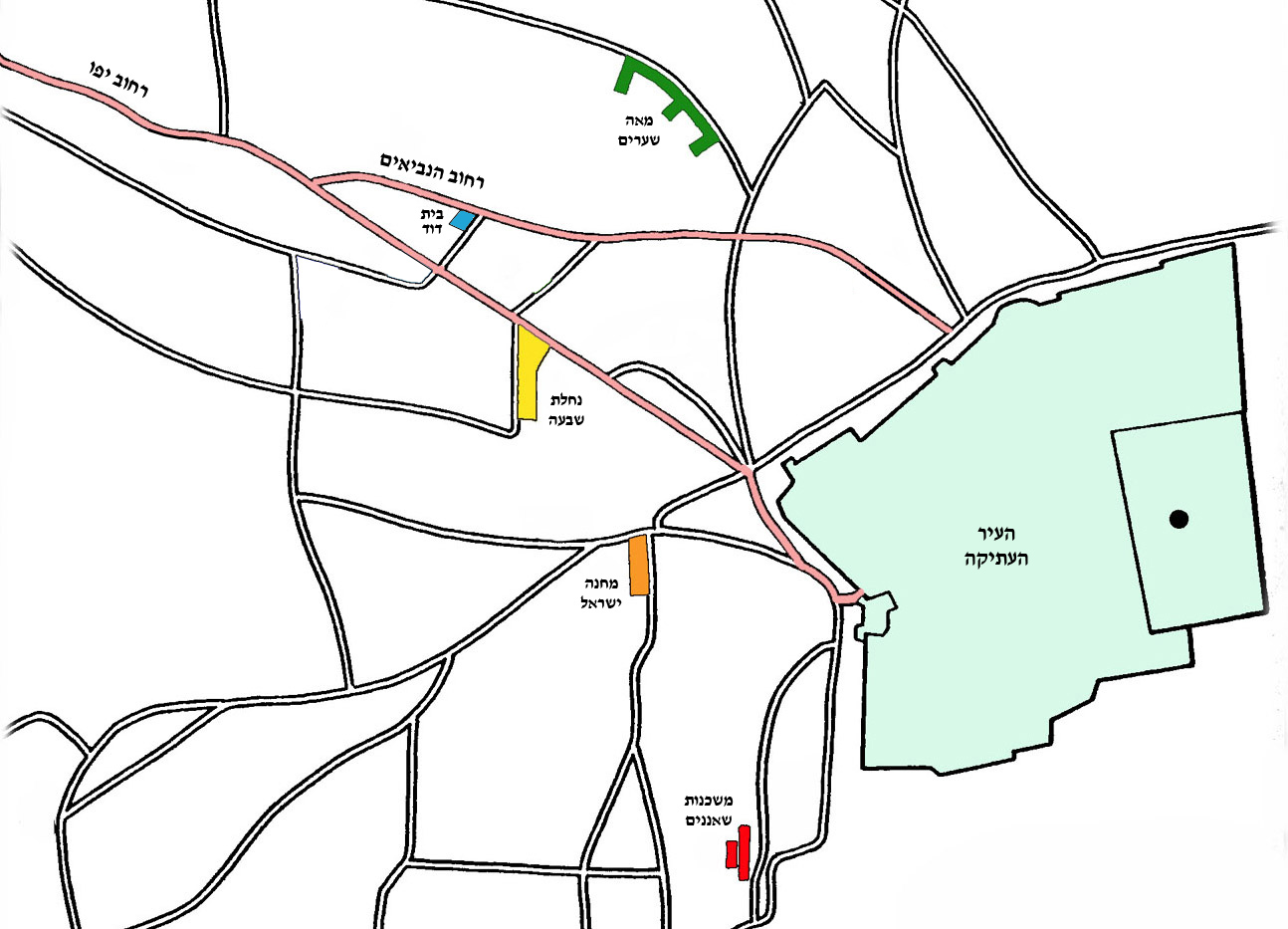
les premiers quartiers juifs construits hors des murailles. 1. rouge : Mishkenot Sha’ananim 2. orange : Machane Yisrael 3. jaune : Nachalat Shiva 4. bleu : Beit David (1873) 5. vert : Mea Shearim (1874)

Jusqu’au milieu du XIXe siècle, les habitants de Jérusalem résidaient à l’intérieur des murailles de la Vieille Ville. Avec l’assouplissement de la législation ottomane, sous l’influence des puissances européennes, l’achat de terres et la construction en dehors de la Vieille Ville débutent dans les années 1860. Le premier bâtiment d’habitation construit hors des murailles est la maison du consul britannique James Finn dans le secteur de Talbiya (en). À la même époque, l’archevêque protestant Samuel Gobat fonde une école sur le mont Sion (1856). Dans les années qui suivent, des quartiers juifs sont créés hors des murailles : Mishkenot Sha’ananim, Mahane Israel (en), Nahalat Shiv’a (en), Beit David (he), du nom du philanthrope David Reyes, en 1873. En 1874, la construction de Méa Shéarim commence, puis celle de Nahalat Tsvi en 1881, Batei Yosef (1868), Batei Perlman (1887). En plus des quartiers juifs, des quartiers musulmans sont construits au nord de la porte de Damas et de la porte d’Hérode. Le secteur de la porte de Jaffa devient le quartier commerçant de la Vieille Ville. À proximité des hôtels (hôtel Fast (he) et des banques sont construits. La population de la ville passe de 2 000 habitants au début du XIXe siècle à 45 000 à la fin du XIXe siècle.
Le développement de la ville, sa croissance et l’augmentation de sa population conduisent la municipalité à élargir ses activités. Le Palais du Sérail ne suffisant plus à accueillir ses bureaux, ils sont transférés en 1896 dans un nouveau bâtiment construit à l’angle des rues Mamilla et Jaffa. Dans ce bâtiment, situé en face de l’hôtel Fast, des magasins occupaient le premier niveau et des appartements d’habitation occupaient le dernier étage. Seul un niveau servait pour les bureaux de la municipalité.
Ce bâtiment servit également pour l’administration mandataire jusqu’à la construction d’un bâtiment dédié en 1932, l’immeuble historique de la mairie de Jérusalem (he). Le bâtiment à l’angle des rues Mamilla et Jaffa servit peu de temps et est appelé Ex Municipal Offices. Il est acheté en 1946 par Hadj Daoud Avraham en vue de construire un nouveau bâtiment de commerce. Il est finalement détruit pendant la guerre d’indépendance d’Israël.

### Mandat britannique
Le début du mandat britannique conduit à des changements significatifs dans le statut de Jérusalem. De ville d’étude, elle redevient une capitale pour la première fois depuis la chute du Royaume de Jérusalem. De plus, les Britanniques adoptent pour la ville les normes occidentales en termes d’administration locale et d’urbanisation. Le conseil municipal ottoman (qui comptait 20 membres dont seulement 2 chrétiens et un juif) est dissous. Un conseil de 6 membres est mis en place (2 musulmans, 2 chrétiens et 2 juifs). La surface du bâtiment de la mairie n’est plus suffisante pour l’administrateur britannique de la ville. La mairie, qui possède un terrain à l’angle de la rue de Jaffa et de la place Allenby (aujourd’hui palace Tsahal (he)), recherche alors à financer la construction d’un nouveau bâtiment moderne. La banque Barclays finance la construction pour 27 692 livres palestiniennes en échange de la location du niveau inférieur à la banque pour une durée de 30 ans (du 31 juillet 1934 au 31 mars 1963). Le bâtiment est construit dans le style international par l’architecte Clifford Holliday.
Comme ce site se trouve au centre de la ville, différentes considérations ont été prises en compte afin de ne pas porter atteinte au caractère architectural et historique du quartier tout en permettant une utilisation fonctionnelle des bâtiments répondant aux besoins de la mairie. Ces considérations ont conduit à la conservation de différents bâtiments historiques, qui ont été rénovés, et à la construction de deux bâtiments modernes autour de trois places, dont la principale est la place Safra.
Avec la croissance de la ville, la mairie a besoin de locaux encore plus grands. Le 19 août 1944, le conseil municipal décide de la construction d’une nouvelle mairie dans le secteur du parc Blumfield, entre l’hôtel King David et la piscine du Sultan (he). Pour les besoins de cette construction, la mairie exproprie l’église orthodoxe grecque du terrain qui valait à l’époque 600 000 livres sterling. La mairie organise un concours d’architectes pour le bâtiment, mais à cause du Mouvement de Rébellion hébraïque, le projet est gelé et la mairie est obligée de louer les terrains du bâtiment de la Poste turque, qui se trouvait à côté de l’hôtel Fast, là où est aujourd’hui l’hôtel Jerusalem Pearl.

### Après l'Indépendance
En avril 1948, en préparation de la déclaration d’indépendance de l’État d’Israël, les organisations sionistes de la ville créent la mairie hébraïque séparée de Jérusalem. Cette mairie s’installe au 68 de la rue de Jaffa. À la suite du blocus de la ville et de la guerre de Palestine de 1948, Jérusalem est en fait placée sous un gouvernement militaire et c’est le gouverneur militaire Dov Yosef (en) qui dirige la ville. Le 17 janvier 1949, le conseil municipal hébraïque se réunit pour la première fois et il demande au gouvernement israélien l’annexion de la ville, son intégration en tant que partie de l’État d’Israël et qu’elle devient la capitale de l’État.
Entre 1949 et 1950, Daniel Auster exerce la fonction de maire de Jérusalem-Ouest. Pendant son mandat, la mairie est installée au 32 de la rue de Jaffa. En 1963, le maire, Mordechai Ish-Shalom décide que le conseil municipal et le bureau du maire s’installeront dans l’immeuble historique de la mairie de Jérusalem, au numéro 22 de la rue de Jaffa.

## Les projets pour une Cité municipale
Les grandes vagues d’immigration (alya ou montée vers Israël) qui ont suivi la création de l’État d’Israël ont conduit à une croissance significative de la population de Jérusalem. En 1948, 80 000 personnes habitaient dans la partie ouest de la ville. En 1963, le nombre d’habitants s’élève à 180 000. Seuls le conseil municipal et le bureau du maire sont regroupés au 22 de la rue de Jaffa : à cause de la taille de la ville et des services publics que la mairie doit fournir, la plupart de ses activités sont dispersées à travers la ville.
Dès 1950, un projet prévoit la création d’un édifice central destiné à rassembler les bureaux de la mairie. Le projet consistait en la construction d’un bâtiment entre les rues King Georges, Shmouel ha-Nagid et Beeri. Ce terrain qui était proche de la Beth Frumin (he), lieu où la Knesset devait siéger, était central et permettait de concentrer les institutions gouvernementales.
La mairie n’ayant pas eu les moyens de financer cette construction, elle se tourna vers différents promoteurs en vue d’un projet ressemblant à celui qui avait conduit à la construction du bâtiment historique de Jérusalem : la mairie réaliserait le bâtiment grâce à des fonds privés et en donnerait une partie en location aux investisseurs pour une longue durée. Dans le cadre de ce projet, un grand centre d’affaires devait être construit selon la proposition de l’architecte Ossip Klarwein (he). Selon le projet, le centre devait inclure une salle de théâtre et des bureaux. La société 20th Century Fox s’intéresse au projet et propose que dans la zone soit construite une grande salle de cinéma. La Fox propose un prêt de 150 000 lirot pendant 15 ans. En échange, la Fox recevra la salle de cinéma. Malgré l’opposition de membres du conseil municipal (qui refusent que le bâtiment de la mairie accueille un cinéma), il est décidé en 1951 de poursuivre le projet. À cause des retards, la société Fox décide d’abandonner la collaboration et en 1965, la Menorah de la Knesset est installée sur le terrain.
Le maire de Jérusalem-Ouest, Mordechai Ish-Shalom, choisit d’autres sites pour la mairie, dont le site de l’hôpital Ezrat Nashim (he), en face du palais des Nations, et à proximité du quartier Shaarei Tsedeq (he) (où furent construites les tours Wolfson). Le conseil municipal refusa que la mairie soit construite à l’entrée de la ville, comme elle repoussa plus tard le projet de construction sur l’avenue Herzl (he), en face du bâtiment de la banque d'Israël.
Finalement, la mairie décide la construction du nouveau bâtiment entre la rue King Georges et le parc de l’Indépendance. Un comité présidé par l’ingénieur Shlomo Gur est créé en 1962. Il propose la construction d’une mairie rue King Georges et propose que le bâtiment soit doté d’une place pour les cérémonies municipales et qu’on puisse avoir un panorama de Jérusalem depuis la salle du conseil.

### Le projet Mansfeld

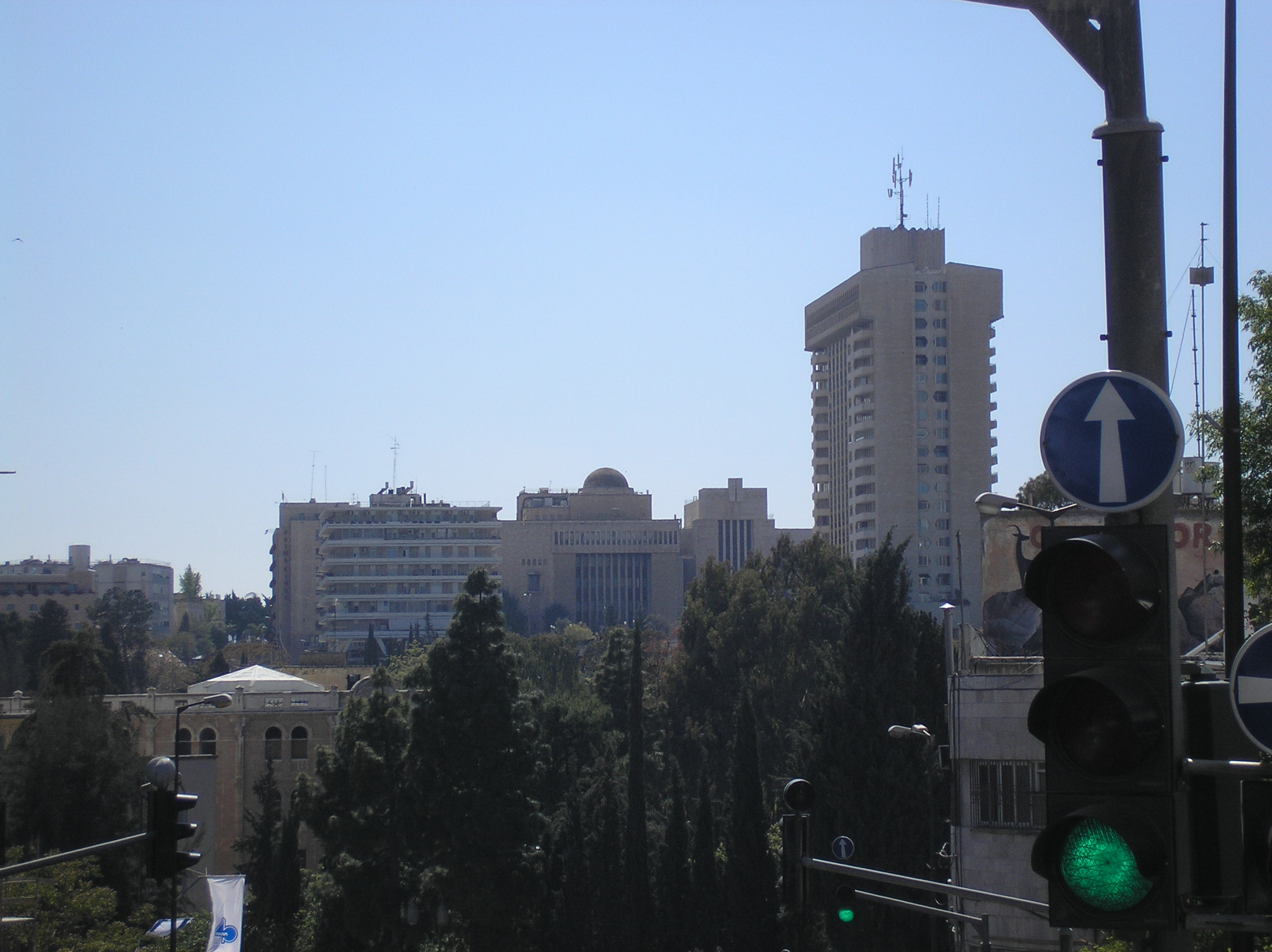
Hôtel Plaza. Ainsi aurait été la mairie de Jérusalem si le projet Mansfeld avait été accepté.

En juillet 1964, la mairie lance un concours d’architectes. Le premier prix du concours est de 15 000 lirot (en). 52 projets sont proposés pour le concours. Le projet du professeur Alfred Mansfeld (he) de Haïfa arrive en tête. Un autre projet de Mansfeld arrive en seconde position. 
En 1965, Teddy Kollek est élu maire de Jérusalem. Il décide de ne pas construire la mairie sur le site qui avait été retenu. Un grand immeuble correspondant au second projet de Mansfeld sera finalement construit, l’hôtel Plaza.

### Le projet Kahana
À la suite de l’abandon du projet Mansfeld de construction rue King Georges, Arieh Kahana, ingénieur de la municipalité de Jérusalem, prépare dans les années 1966-1967 un projet de construction d’une mairie au nord du parc Daniel (he), à côté du Complexe russe. Le projet, rendu public en avril 1967 comprend deux phases. Une première phase prévoit la rénovation de l’immeuble de la Société biblique (he), de la maison Berghaim (he), de l’immeuble de Zoologie (he) et de l’immeuble du consulat de France (he), et la démolition de l’immeuble Beygelmaker (he) afin de rassembler dans ces bâtiments les activités de la mairie.
Dans une deuxième phase du projet, l’immeuble de zoologie (he), l’immeuble du consulat de France (he), l’immeuble Avihaïl (he), l’immeuble du consulat de Russie et le musée de la Bravoure devaient être démolis pour construire un grand bâtiment moderne. La conservation de bâtiments historiques au centre de la capitale était moins importante que la grande valeur des terrains.

### Le projet Hashimshoni
Après l'unification de Jérusalem au cours de la guerre des Six Jours, qui eut lieu le 7 juin 1967 par les parachutistes de la 55ème brigade d'infanterie commandée par le général Narkiss, un nouveau plan directeur est développé en 1968. Il prévoit la création de deux centres administratifs pour Jérusalem : un centre pour l’administration territoriale installé sur Guivat Ram et un centre pour l’administration municipale dans le Complexe russe. Le secteur du Complexe russe est choisi après l’examen des différentes alternatives, dont un terrain en face de la porte de Damas. Ce projet permettait de rassembler tous les bureaux de la mairie dans le Complexe russe et de faire de ce centre administratif un lien entre les deux parties de la ville. Il était de plus situé au cœur du principal secteur commerçant de la ville (rue de Jaffa, rue Ben Yéhouda, rue King Georges).
Dans le cadre du projet présenté en 1970 à partir de ce plan directeur, il était prévu de démolir l’immeuble Avihaïl (he), l’immeuble du consulat de Russie et le musée de la Bravoure. Il prévoyait par contre de conserver l’immeuble de la Société biblique (he), l’immeuble de zoologie (he), l’immeuble historique de la mairie et le parc Daniel. Une des considérations qui ont orienté le choix de cet emplacement est que, depuis l’époque du mandat britannique, le secteur de la rue de Jaffa et du Complexe russe est un secteur d’administrations (immeuble Generali (he), immeuble de la Poste centrale (he), immeuble de la banque Leumi (he)). Le Complexe russe hébergeait à l’époque le commandement de la police d’Israël et la Cour suprême.

### Le projet Niv
À la suite de la pression politique et publique contre le projet Mansfeld, Teddy Kollek se tourne en 1979 vers l’ingénieur en chef de la ville, l’architecte Amnon Niv (en) pour qu’il fournisse un nouveau projet qui ne porte pas atteinte aux bâtiments historiques du Complexe russe. Niv prépara un projet qui fut présenté à la mairie en 1983. Ce projet prévoyait de conserver les immeubles de la Société biblique, Berghaim, de Zoologie, du consulat de Russie, du consulat de France, Avihail et l’immeuble historique de la mairie de Jérusalem, mais de raser l’immeuble Beygelmaker pour construire à la place un immeuble de bureaux de 4 étages sur 17 000 m2. Le projet proposait d’installer le conseil municipal dans l’immeuble historique de la mairie auquel on aurait rajouté un étage pour servir de salle du conseil.
Le projet rencontre plusieurs oppositions, dont la Société pour la protection de la nature en Israël et le conseil pour un Israël beau (he). Teddy Kollek lui-même refuse la construction d’un étage supplémentaire à l’immeuble historique de la maire de Jérusalem et la façade en verre de la salle du conseil tournée vers la Vieille ville. L’opposition principale au projet vient d’ailleurs de la proposition de couvrir les bâtiments de la mairie de verre.
Après plusieurs modifications, le projet est finalement accepté.

## Création de la Cité municipale
À la suite de l’adoption du projet Niv en 1985, la mairie recherche un entrepreneur qui réalisera le projet. Le choix se porte en 1986 sur la société canadienne Ron Engineering. Un accord est signé pour la somme de 30 000 000 dollars américains sur 30 ans.
Une cérémonie pour la pose de la première pierre de la Cité municipale a lieu le 23 juin 1988 (8 Tammouz 5748) en présence du président de l’État d’Israël Chaim Herzog, du vice-Premier ministre Shimon Peres, du ministre Yitzhak Peretz et du grand-rabbin de Jérusalem Yitzhak Kolitz (he).

## Source
- (he) Cet article est partiellement ou en totalité issu de l’article de Wikipédia en hébreu intitulé « קריית עיריית ירושלים » (voir la liste des auteurs).
- Notices d'autorité :   - VIAF
  - GND
  - Israël